# MacPaint
MacPaint – bitmapowy program graficzny dla wczesnych wersji systemu Mac OS. Pierwsza wersja programu została wydana razem z pierwszym komputerem Apple Macintosh w 1984 r. Był sprzedawany za 195 dolarów razem z programem MacWrite. MacPaint wyróżniał się na tle innych wczesnych aplikacji graficznych dla systemu Mac OS tym, że grafiki narysowane za jego pomocą mogą być używane w programie MacWrite za pomocą API QuickDraw.